# Брезове Дане (Теслић)
Брезове Дане су насељено мјесто у општини Теслић, Република Српска, БиХ. Према попису становништва из 2013. насеље више нема становника.

## Историја
Прије рата, насеље се налазило у саставу општине Маглај.

## Становништво
Према званичним пописима, Брезове Дане су имали сљедећи етнички састав становништва:
| Националност       | 1991.          | 1981.          | 1971.        |
| Срби               | 1.004 (94,99%) | 1.078 (93,33%) | 781 (92,87%) |
| Хрвати             | 44 (4,163%)    | 65 (5,628%)    | 58 (6,897%)  |
| Југословени        | 5 (0,473%)     | 6 (0,519%)     | 0            |
| остали и непознато | 4 (0,378%)     | 6 (0,519%)     | 1 (0,119%)   |
| Муслимани          | 0              | 0              | 1 (0,119%)   |
| Укупно             | 1.057          | 1.155          | 841          |

| Демографија | Демографија | Демографија |
| Година      | Становника  | Становника  |
| ----------- | ----------- | ----------- |
| 1971.       | 841         |             |
| 1981.       | 1.155       |             |
| 1991.       | 1.057       |             |